# Tokyo Bus Guide
Tokyo Bus Guide ist eine Bussimulation, die 1999 in Japan auf den Markt kam. Dabei schlüpft der Spieler in die Rolle eines Berufskraftfahrers in der Hauptstadt Tokio.

## Spielprinzip
In diesem Spiel geht es darum, in drei Leveln bzw. Stadtteilen die vorgegebene Buslinie abzufahren. Dabei müssen der Fahrplan, aber auch die Verkehrsregeln eingehalten werden. Für jeden Fehler verliert der Spieler ein Stück seiner „Lebensenergie“, bis diese auf null sinkt und es „Game Over“ heißt. Je weniger Fehler der Spieler macht, desto höher ist der Highscore. Alle Level lassen sich unter verschiedenen Bedingungen (Tag/Nacht, Wetter etc.) absolvieren.
Somit ähnelt das Spielprinzip sehr der bekannten Eisenbahnsimulation Densha de Go!. Außerdem ist die Sprachbarriere gering, da das Spiel größtenteils in Englisch gehalten ist. Es wird entweder eine japanische Konsole oder ein Importadapter benötigt.

## Kritiken
Obwohl das Spiel nur in Japan erschien, wurde es auch in der deutschen Presselandschaft besprochen. So wurden übereinstimmend die Spielidee und die Motivation gelobt, die eher unspektakuläre Grafik und der Sound wurden kritisch gesehen. Insgesamt erhielt der Titel überdurchschnittliche Wertungen.